# Alain Trogneux
Pour les articles homonymes, voir Trogneux.
Alain Trogneux, né le 25 décembre 1955  à Amiens, est un historien français.

## Biographie

### Jeunesse et formation
Alain Trogneux fit ses études secondaires au lycée de Péronne puis au lycée Boucher de Perthes d'Abbeville. Admis en classe de lettres supérieures au lycée Louis Thuillier d'Amiens, il poursuivit des études d'histoire à l'Université de Picardie.

### Carrière professionnelle
Il devint instituteur avant d'être professeur dans l'enseignement secondaire avant de terminer ses études supérieures.
Alain Trogneux travailla aux archives de la Somme en 1992.
Il enseigne l’histoire pour les classes préparatoires aux grandes écoles au lycée Louis-Thuillier à Amiens.

## Apport à la science historique
Correspondant de l’Institut d'histoire du temps présent (IHTP-CNRS) pour le département de la Somme, il est l’auteur de plusieurs ouvrages sur l’histoire d’Amiens et de la Picardie, notamment d’un Dictionnaire des élus de Picardie en trois volumes. Il dirige la collection « Hier » chez Encrage éditions. Il a également publié quelques articles sur la guerre d’Algérie dans Paris Match.

## Publications
- Anne-Marie Couvret, Xavier Lochmann et Alain Trogneux, Cent fois sur le métier : le textile dans la Somme de la Révolution à la guerre de 1914, Amiens, Centre culturel de la Somme, 1991 (OCLC 463883073)
- Alain Trogneux, Amiens entre deux guerres : fêtes, spectacles et distractions, Amiens, Encrage, 1991 (ISBN 9782906389298, OCLC 28150276)
- Alain Trogneux, Amiens, années 50 : De la Libération à la Ve République, Amiens, Encrage, 1997 (ISBN 9782906389830, OCLC 416976178)
- Alain Trogneux, Amiens, années 60 : naissance d'une capitale régionale, Amiens, Encrage, 2000 (ISBN 9782911576256, OCLC 47655833)
- Alain Trogneux, Dictionnaire des élus de Picardie. Tome 1, La Somme, Amiens, Encrage, 2004 (ISBN 9782911576515, OCLC 469872182)
- Alain Trogneux, Dictionnaire des élus de Picardie. Tome 2, L'Oise, Amiens, Encrage, 2007 (ISBN 9782911576720, OCLC 643055718)
- Alain Trogneux, Dictionnaire des élus de Picardie. Tome 3, L'Aisne, Amiens, Encrage, 2010 (ISBN 9782911576997, OCLC 607612075)
- Alain Trogneux, Amiens, années 70 : la fin des Trente glorieuses, Amiens, Encrage, 2014 (ISBN 9782360580408, OCLC 902789894)
- Alain Trogneux, L'éphéméride d'Amiens illustrée, Amiens, Encrage, 2021

## Sources
1. ↑  Notice BnF.
2. ↑  « Trogneux, Alain (1955-....) », sur IdRef (consulté le 8 mai 2017)
3. ↑  « Alain Trogneux », sur Bibliothèque nationale de France (consulté le 8 mai 2017)
4. ↑  Alain Trogneux, « Que montrer de la guerre ? Les choix iconographiques du Courrier picard (1954-1958) », Paris Match,‎ 2008, p. 48 - 57 (lire en ligne, consulté le 8 mai 2017) :« Alain Trogneux est professeur d’histoire en classes préparatoires aux grandes écoles au lycée Louis-Thuillier d’Amiens »
5. ↑  Jennifer Alberts, « La Picardie en livres : « Amiens années 70 » d'Alain Trogneux », France 3 Hauts-de-France,‎ 19 septembre 2014 (lire en ligne, consulté le 8 mai 2017)
6. ↑  « Hier - collection dirigée par Alain Trogneux », sur sudoc.fr (consulté le 19 avril 2023).
7. ↑  « Publications de Alain Trogneux diffusées sur Cairn.info ou sur un portail partenaire », sur Cairn.info (consulté le 8 mai 2017)